# 特雷沃·平诺克
特雷沃·大卫·平诺克，CBE（1946年12月19日—），英國大鍵琴演奏家、指揮家。以古樂領域的活動，以及與英國古樂團的長期合作而聞名。他並曾擔任加拿大国家艺术中心乐团藝術總監。2003年起，平诺克離開了英國古樂團的專任工作，持續以指揮、大鍵琴演奏的雙重身分活動。此外，他也從事教學工作。
平诺克是英國留声机奖的得主（指揮歐洲布蘭登堡合奏團，錄製巴赫《勃兰登堡协奏曲》）。

## 生平

### 早年
平诺克出生於坎特伯雷，他的祖父在當地經營救世軍的樂隊。父親肯尼斯從事出版，母親喬伊思則是一位業餘歌者。平诺克一家距離鋼琴家隆納·史密斯的住處不遠，平诺克自小與史密斯的妹妹學習鋼琴。七歲時，他加入了當地的教會合唱團，於1956年至1961年間在合唱學校就讀，之後進入賽門·朗頓男子文法學校。在此他受到鋼琴、管風琴的訓練，並開始在教堂擔任管風琴演奏。十五歲起，他開始接觸大鍵琴演奏。十九歲時，平诺克獲得倫敦皇家音乐学院獎學金，他前往該校繼續攻讀管風琴與大鍵琴演奏，並獲得獎項肯定。在皇家音樂學院期間，他同雷夫·多恩斯與米利琴特·西爾沃學習。此外，他在課外受古斯塔夫·莱昂哈特影響甚多。

### 職業生涯
從事演奏
平诺克以大鍵琴演奏家的身分與圣马丁室内乐团在歐洲做巡迴。1966年，他在皇家節日音樂廳完成職業生涯的倫敦初登場，不過當時是以現代樂器演奏巴洛克曲目。1968年則是他的獨奏初登場，地點位於普賽爾屋。
在職業生涯的早期，平诺克亦演奏當代作曲家的大鍵琴作品，包括格哈德、法雅、马丁、普朗克等人的協奏曲。2000年，平诺克與马克西姆·文格洛夫一同巡迴演出，過程中平诺克首次接觸現代鋼琴，文格洛夫亦嘗試以巴洛克琴演奏。
英國古樂團
1972年11月，英國古樂團成立，他們使用當代樂器演奏，曲目則專注於巴洛克與古典時期作品。起始成員僅7人，但迅速壯大。對於專事古樂演奏的決定，平诺克回憶：
我當時認為，應該繼續對未知的領域進行探索。現時固然有很多傑出的巴洛克音樂詮釋（用的是現代樂器），我感覺這方法已然到了盡頭，但前方仍有許多的可能性。尼古劳斯·哈农库特與古斯塔夫·莱昂哈特對此做了許多有趣的實驗，我們則應該以自己的方法繼續下去。在今天，古樂器演奏相較以前已容易了許多，經歷一番掙扎，許多難題得以解決。然而，現在的演奏者們已經有相當好的技術，下一代音樂家們的道路則由我們來開創。

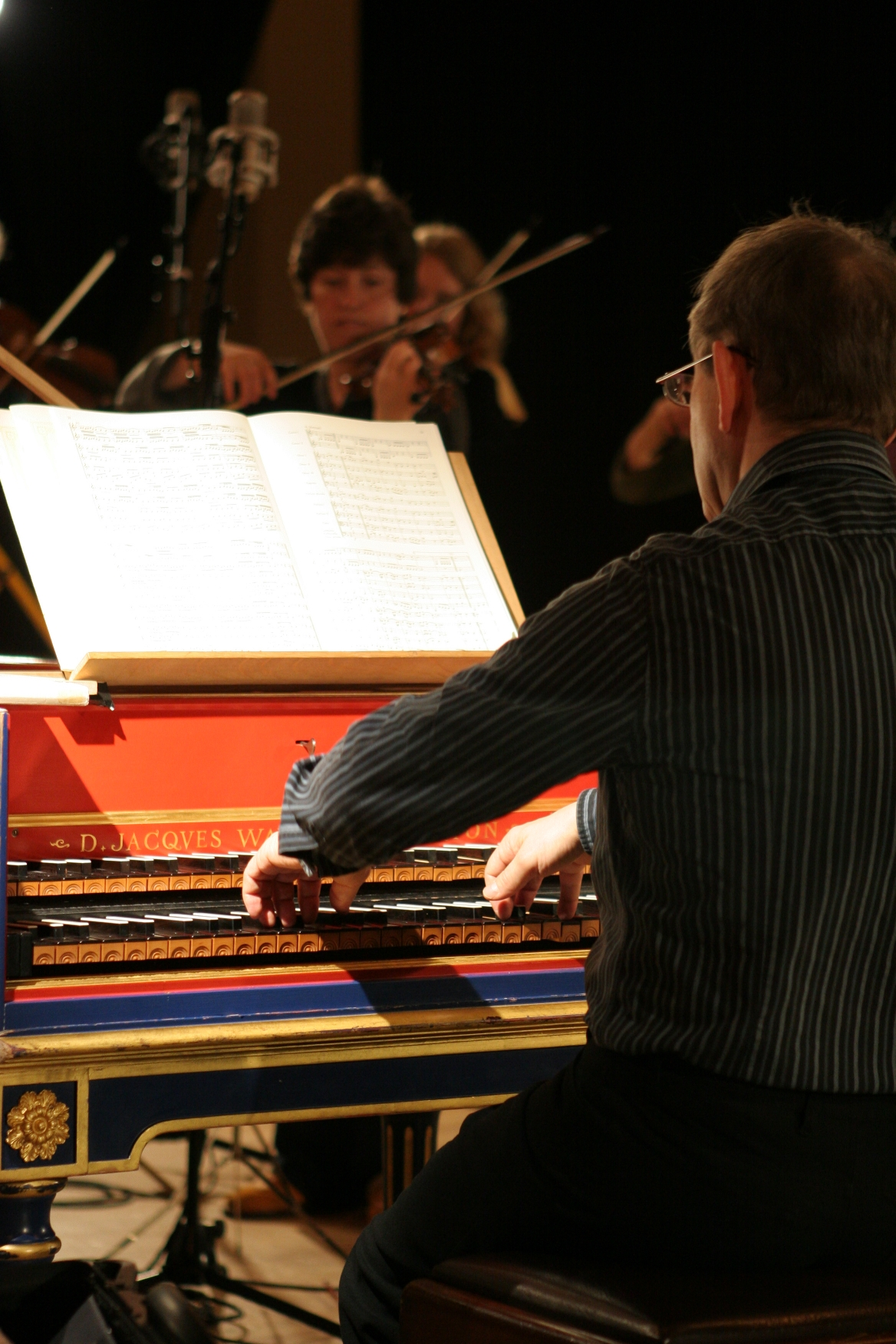
演奏中的平诺克

平诺克是古樂演奏與巴洛克曲目振興的先鋒人物，伦纳德·伯恩斯坦相當肯定他的活動：「平诺克的作品令我感到興奮！特別是他的巴赫和韓德爾，簡直讓人坐不住！」
1973年，英國古樂團在倫敦巴赫音樂節初次登場。1975年，在约翰·艾略特·加德纳的指導下，他們演出了拉摩最後的劇作《北方人》。1980年，平诺克第一次在逍遥音乐会亮相。1983年，他隨團巡迴北美。1986年，他們演出了韓德爾《所羅門》，之後更上演了許多大型作品。平诺克與樂團繼而巡迴世界各地，旅行演奏之餘亦完成了許多錄音。評論認為平诺克「擁有獨樹一幟的活力與熱情，使聽眾易於接受」。
值得一提的是，英國古樂團曾經為了演出拉摩的《西巴里斯人》（Acante et Céphise）（1963年）而臨時成立合唱團。九〇年代中期，樂團演出巴赫B小調彌撒，將合唱團重新納入正式編組中，此後便持續成長。合唱團的加入使英國古樂團得以常態性地演出巴洛克時期的歌劇、神劇以及其它人聲作品，包括一系列的巴赫曲目等。
在指導樂團逾卅年的時間裏，平诺克通常兼任大鍵琴（或者小型管風琴）演奏；在他看來，指揮是屬於19世紀的角色與職務。2003年，在成員的共同決議下，由小提琴家安德魯·曼澤接手樂團指導。對此他表示：
我還有其他想做的事⋯⋯一年和樂團有18至20周的時間在一起，其餘則是客席指揮，犧牲的則是能夠演奏大鍵琴的時間。我決定要邁向下一階段，或許完成一些獨奏曲目。與其在我六十歲已經做不動的時候，不如現在就做出決斷。⋯⋯有許多曲目是我想重新演奏的，尤其是英國曲目，例如Thomas Tomkins、William Byrd、John Bull和Orlando Gibbons等等。
其它活動
1989年，平诺克在紐約創建了「古典合奏團」（The Classical Band），並與DG簽訂合同，預計錄製18張唱片。在他的規劃下，樂團演出古典、早期浪漫時期（海頓至孟德爾頌）的曲目，同樣使用當代樂器。有時，平诺克亦會擔任古鋼琴演奏。不過在一些反應不佳的演出之後，他與樂團拆夥，其職務則由布魯諾·懷爾繼承。
1991至1996年期間，他是加拿大国家艺术中心乐团的藝術總監、首席指揮，並續任其藝術顧問至1998年止。他與該樂團進行了美國巡迴，並錄製了貝多芬第1號、第5號鋼琴協奏曲。
除上述工作外，他在世界主要樂團亦有指揮紀錄，包括：波士頓、舊金山、底特律、洛杉磯、芝加哥等美國樂團，歐陸方面有伯明翰市立交響樂團、弗萊堡巴洛克樂團、薩爾茨堡莫扎特大學管弦樂團、柏林爱乐、维也纳爱乐、伦敦爱乐、萊比錫布商大廈管弦樂團、不来梅德意志室内爱乐乐团，亞洲則有水戶室內樂團⋯⋯等等。
平诺克亦是檀格塢、薩爾茨堡等地的音樂節常客。1988年，平诺克首次在紐約大都會歌劇院指揮演出，當晚劇目為韓德爾的《朱利奧·凱撒》（Giulio Cesare）。同年，他在薩爾茨堡音樂節第一次登台，指揮韓德爾《弥赛亚》。2005年，在悉尼歌剧院指揮韓德爾的《里納爾多》（Rinaldo）。

### 近年

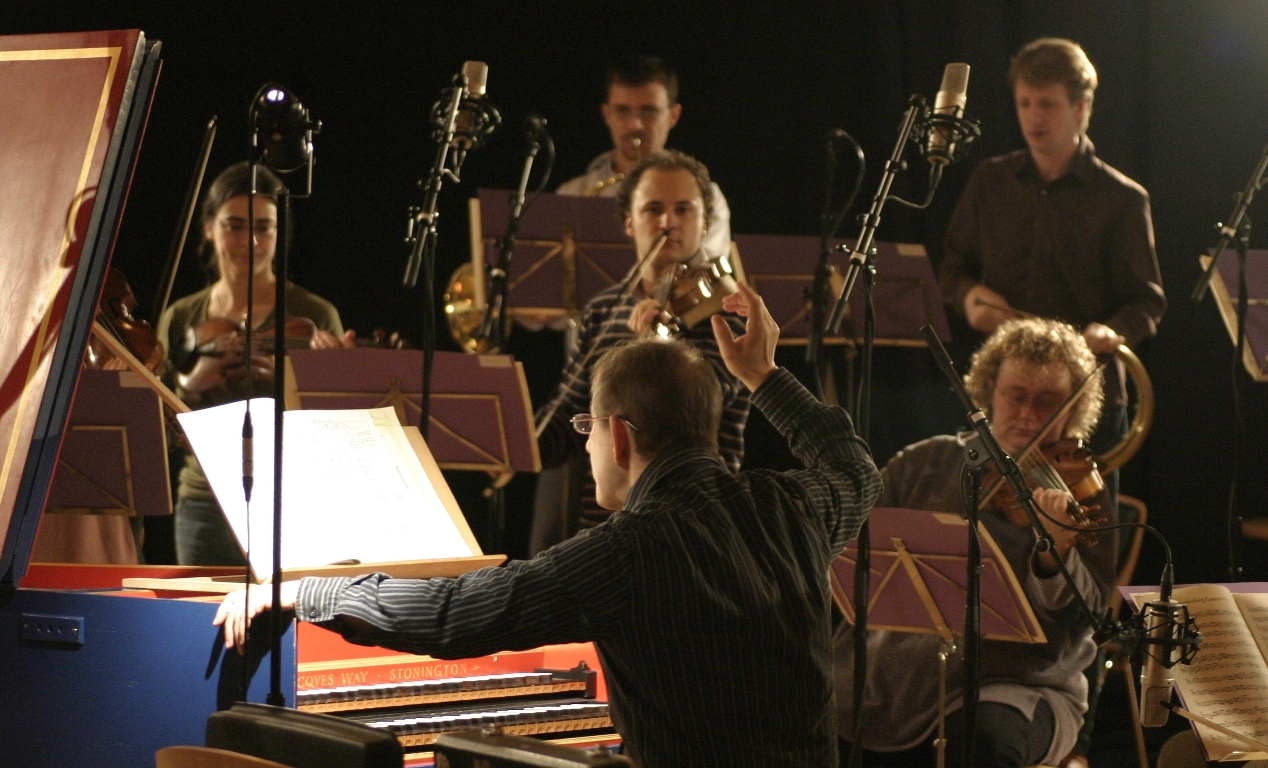
平诺克指揮歐洲布蘭登堡合奏團

2003年之後，平诺克將他的時間均分於大鍵琴演奏與指揮，他的指揮活動則不再侷限於使用古樂器的團體。2007年，平诺克與歐洲布蘭登堡合奏團在歐洲、遠東地區巡迴，該團是為他的六十歲生日而特別設立的，他與該樂團錄製了巴赫《勃兰登堡协奏曲》全本（獲得2008年留聲機唱片獎），也演出受歡迎的巴洛克時期作品。
此外，他亦興起了對教育的興趣。於皇家音樂學院、萨尔茨堡莫扎特音乐大学、香港演藝學院等校開設大師班與工作坊。拉爾斯·烏爾里克·莫滕森、尼古拉斯·帕爾（Nicholas Parle）、卡洛爾·西拉希（Carole Cerasi）、朱利安·柏金斯等大鍵琴演奏家皆是他的學生。

## 作品

### 商業錄音
平諾克在古樂廠牌阿奇夫旗下灌錄了為數可觀的專輯，這些錄音的跨度甚廣，是他作為早期音樂重要詮釋者的重要資料。當中較具能見度的作品包括：
- 巴赫，十三首鍵盤協奏曲
- 巴赫，布蘭登堡協奏曲
- 巴赫，小提琴協奏曲，與西蒙·斯丹迪奇（英语：Simon Standage）
- 巴赫，管弦樂組曲等作品
- 巴赫，四首觸技曲（編號#479 1915，大花版[註 5]）
- C·P·E·巴赫，交響曲與協奏曲選輯（#479 2499，收藏家系列[註 6]）
- 韋瓦第，《四季》小提琴協奏曲，與斯丹迪奇（#474 616-2，大花版）
- 韋瓦第，《光榮頌》
- 韋瓦第，協奏曲選輯（#471 317-2，收藏家系列）
- 珀塞爾，神劇選輯
- 韓德爾，十二首大協奏曲，作品6
- 韓德爾，皇家煙火音樂
- 韓德爾，水上音樂（#477 7562，大花版）
- 韓德爾，神劇《彌賽亞》（#423 630-2）
- 科雷利，六首大協奏曲，選自作品6
- 帕海貝爾D大調卡農與其他作品之選集（#415 518-2）
- 海頓，「狂飙突进」時期十九首交響曲（選錄第35、38、39、59、26、49、58、41、48、65、43、51、52、42、44、46、45、47、50號）
- 莫扎特，薩爾茨堡時期交響曲作品（#439 915-2，選錄第16號至第30號等十五首交響曲）
- 莫扎特，第38、39號交響曲
- 莫扎特，第40、41號交響曲（#447 048-2）
- 莫扎特，交響曲全集（#471 666-2，收藏家系列）
- 莫扎特，加冕彌撒等作品（#445 353-2）

## 獲獎與榮譽
- ARCM Hons (organ)，1965年
- FRCM，1996年
- Hon.FRAM，1988年[7]
- 榮譽學位
  - University of Ottawa (D. University)，1993年[35]
  - University of Kent (DMus)，1995年[36]
  - University of Sheffield (DMus)，2005年[37]
- 英國司令勳章，1992年
- 法國二等藝術與文學勳章，1998年[1]

## 外部連結
- 官方网站
- 特雷沃·平诺克的Discogs页面（英文）